# Castelltersol
Castelltersol (oficialmente en catalán: Castellterçol) es un municipio de Cataluña, España. Se encuentra en la provincia de Barcelona, en la comarca del Moyanés. Hasta 2015 perteneció al Vallés Oriental. Su partido judicial es Granollers.

## Toponimia
La primera referencia a Castelltersol procede de S. Mateo de Bages y se guarda en el Archivo de Montserrat. Se trata de una venta de tres porciones de tierra que hace una pareja de propietarios. De una declaran que lo obtuvieron por aprisión de una tierra regia que se encuentra en el territorio de Osona, en el término del Castillo de un tal Terçol. La fecha de este documento es el año 898, lo que indica que entonces ya existía el lugar y el término de Castillo de Tersol o Castelltersol.

## Demografía
Castelltersol cuenta con una población de 2773 habitantes (INE 2024).
| Gráfica de evolución demográfica de Castelltersol entre 1842 y 2021 |
| |
| Población de derecho según los censos de población del INE. Población de hecho según los censos de población del INE.En estos censos se denominaba Castelltersol: 1842, 1857, 1860, 1877, 1887, 1897, 1900, 1910, 1920, 1930, 1940, 1950, 1960, 1970 y 1981. |

La población estaba dedicada tradicionalmente al oficio de tejer, actividades que modernamente se convirtieron en empresas textiles. A finales del siglo XVIII tenía mucha importancia la industria lanera, con más actividad que Sabadell y Tarrasa. Hoy es importante la industria textil con la fabricación de tejidos de poliéster y algodón y tintes para la industria algodonera, que dan ocupación a un buen número de trabajadores.También es muy importante la agricultura (cereales, patatas, legumbres, forrajes,...) y la ganadería (vacuno, ovino y porcino). Esta última da lugar a la fabricación de embutidos típicos (morcillas, longanizas,...), una actividad tradicional de la villa, que tiene mucha artesanía. Los bosques que cubren la mayor parte del término de Castellterçol permiten obtener otras producciones muy destacables económicamente y muy tradicionales de la villa: setas, trufas y miel. Últimamente se está desarrollando mucho la industria alimentaria, con la producción de conservas de trufas y setas, turrones, barquillos, chocolate, "pan de almendras", y la producción de productos naturales (proteína vegetal) y de alimentos ecológicos. También es muy importante la producción de artesanía popular como cerámica, pintura, bordados,... La villa tiene pequeños talleres (carpintería, construcción, manyeria, etc.) de una alta calidad, reconocida en Cataluña, y comercios que dan ocupación a sus habitantes a la vez que abastecen a los veraneantes, muchos de los cuales la han escogido como lugar de segunda residencia por su altitud, su clima, su belleza y su facilidad de acceso. La población, bien conservada, se encuentra llena de torres y casas residenciales. En cualquier parte del término hay también muchas masías antiguas. Los pueblos más cercanos son San Quirico de Safaja, y Moyá, sin embargo los más cercanos y además más conocidos son San Feliu de Codinas y el anteriormente mencionado Moyá.

## Monumentos y lugares de interés
Como lugares importantes podemos destacar el museo Prat de la Riba, que fue la casa de Enric Prat de la Riba y el castillo de Castelltersol.

## Administración y política
| Periodo   | Nombre                      | Partido |
| --------- | --------------------------- | ------- |
| 1979-1983 | Salvador Roca i Vives       | CiU     |
| 1983-1987 | Salvador Roca i Vives       | CiU     |
| 1987-1991 | Lluís Montañà i Bosch       | CAL*    |
| 1991-1995 | Manel Vila i Valls          | CiU     |
| 1995-1999 | Manel Vila i Valls          | CiU     |
| 1999-2003 | Manel Vila i Valls          | CiU     |
| 2003-2007 | Manel Vila i Valls          | CiU     |
| 2007-2011 | Manel Vila i Valls          | CiU     |
| 2011-2015 | Vicenç Sánchez Soler        | ERC     |
| 2015-2019 | Maria Carme Tantiñà Forcada | PIC     |
| 2019-2023 | Isaac Burgos Lozano         | CeP     |
| 2023-act. | Toni Massot Mesquida        | CeP     |

* CAL: Castellterçol Alternativa Local

## Ciudades hermanadas
Castelltersol es una villa hermanada con la población italiana de Faedis (Friuli) de la zona de Udine. En recuerdo para sus habitantes hay una calle con el nombre de calle de Faedis.